# Скурув
Скурув (пол. Skurów) — село в Польщі, у гміні Груєць Груєцького повіту Мазовецького воєводства.
Населення — 219 осіб (2011).
У 1975-1998 роках село належало до Радомського воєводства.

## Демографія
Демографічна структура станом на 31 березня 2011 року:
|          | Загалом | Допрацездатний вік | Працездатний вік | Постпрацездатний вік |
| -------- | ------- | ------------------ | ---------------- | -------------------- |
| Чоловіки | 105     | 26                 | 70               | 9                    |
| Жінки    | 114     | 16                 | 64               | 34                   |
| Разом    | 219     | 42                 | 134              | 43                   |